# Label SJ
Label SJ é uma gravadora com sede em Seul, Coreia do Sul, fundada em 6 de novembro de 2015. Subsidiária da S.M. Entertainment, foi lançada para gerenciar integralmente os lançamentos da boy band Super Junior, incluindo subgrupos e atividades individuais.

## História
Em 6 de novembro de 2015, décimo aniversário de estreia do Super Junior, sua gravadora, a S.M. Entertainment, anunciou que a boy band teria sua própria subsidiária dentro da gravadora, que faria a gestão exclusiva dos lançamentos da mesma, a Label SJ. A empresa do grupo declarou: "Nós estabelecemos a Label SJ para dar ao Super Junior nosso apoio incondicional e um sistema ideal para a gestão do grupo".
Embora a Label SJ seja uma subsidiária da S.M. Entertainment, a mesma é independente e totalmente responsável pela gestão do Super Junior e seus subgrupos, recebendo suporte para custos de marketing e produção, produzindo seus álbuns e atividades individuais. Além disso, todas as atividades, tais como produção de álbuns e atividades promocionais, serão decididas pelos integrantes do grupo e seus managers atuais.

## Artistas
| Grupos - Super Junior Subgrupos - Super Junior-K.R.Y. (Hiatus) - Super Junior-T (Inativo) - Super Junior-M (Hiatus) - Super Junior-Happy (Inativo) - Super Junior-D&E Projetos - M&D (Kim Heechul e Kim Jungmo) | Solistas - Henry - Zhou Mi - Kyuhyun - Ryeowook - Yesung |

## Discografia

### 2016
| Lançamento     | Título              | Artista  | Tipo          | Formato              | Idioma            |
| -------------- | ------------------- | -------- | ------------- | -------------------- | ----------------- |
| 28 de janeiro  | The Little Prince   | Ryeowook | Extended play | CD, download digital | Coreano           |
| 19 de abril    | Here I Am           | Yesung   | Extended play | CD, download digital | Coreano           |
| 12 de julho    | Goody Bag           | M&D      | Extended play | CD, download digital | Coreano           |
| 19 de julho    | What's Your Number? | Zhou Mi  | Extended play | CD, download digital | Coreano, mandarim |
| 10 de novembro | Waiting, Still      | Kyuhyun  | Extended play | CD, download digital | Coreano           |